# Naardertrekvaart

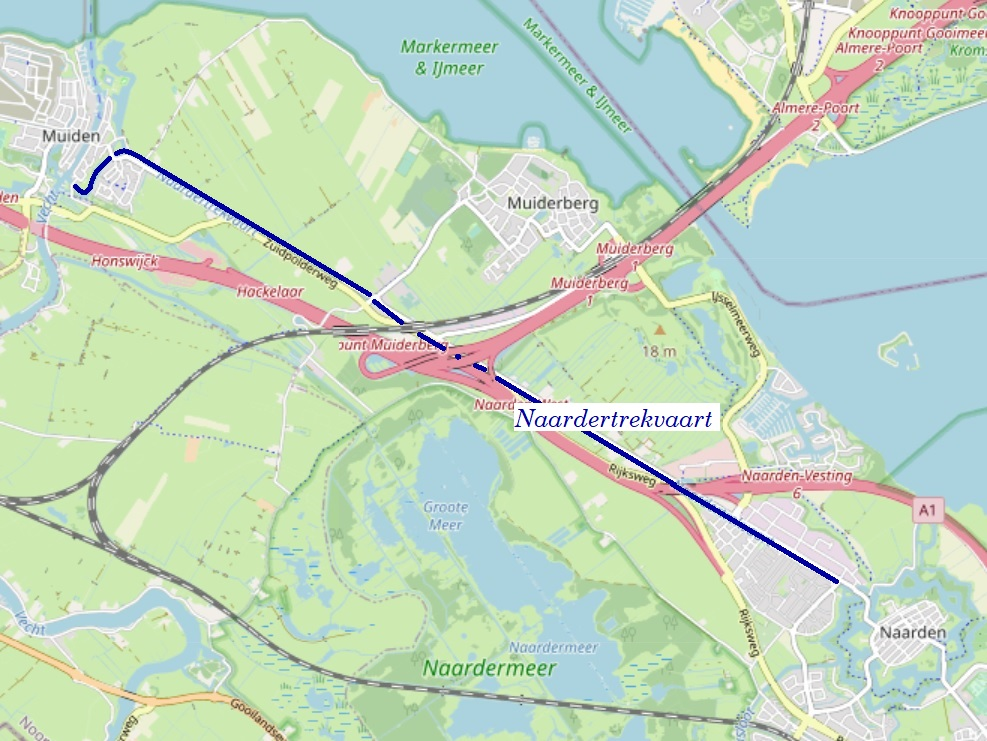
Naardertrekvaart

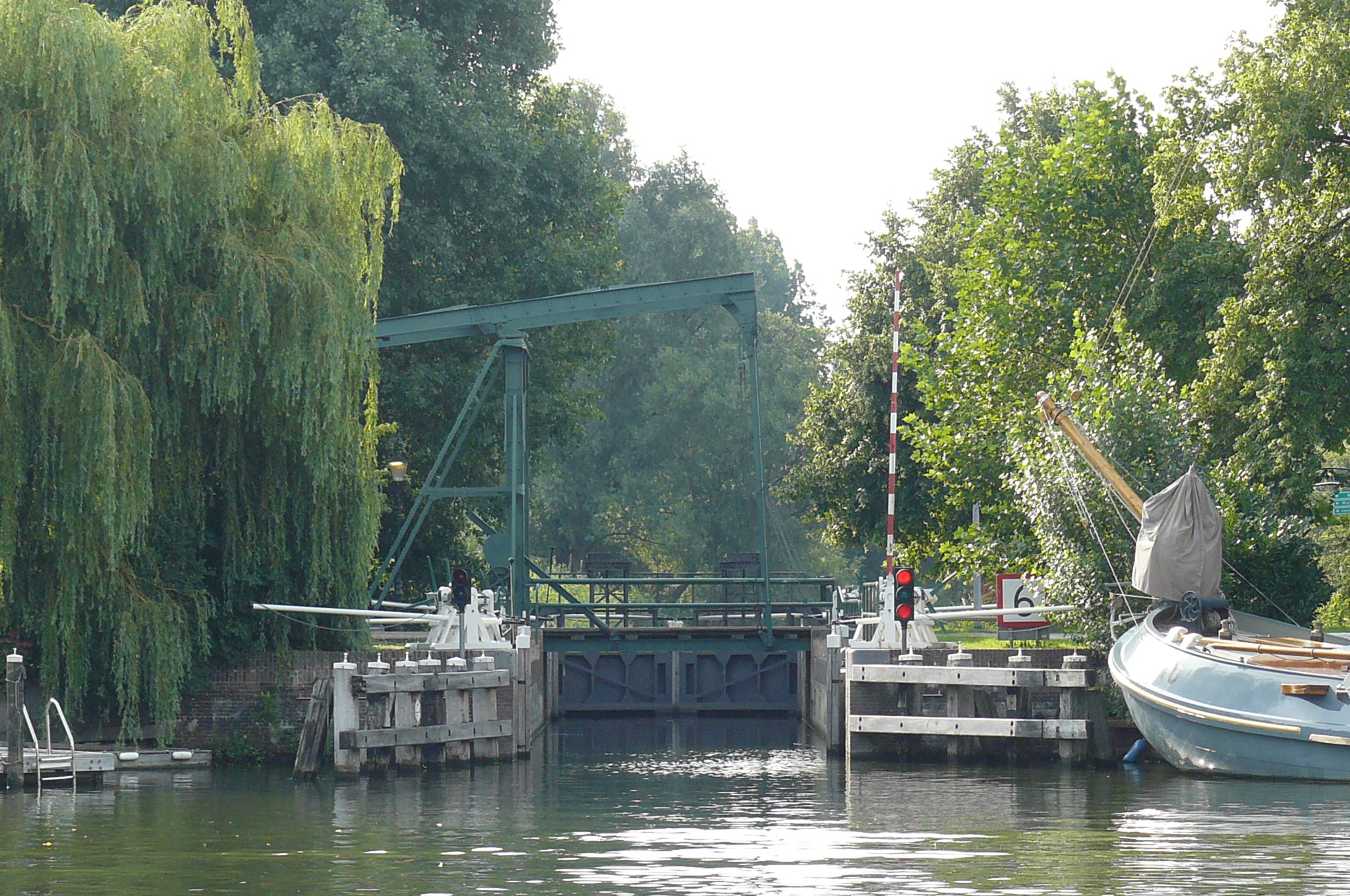
Keetpoortbrug/-sluis met de Vecht op de voorgrond

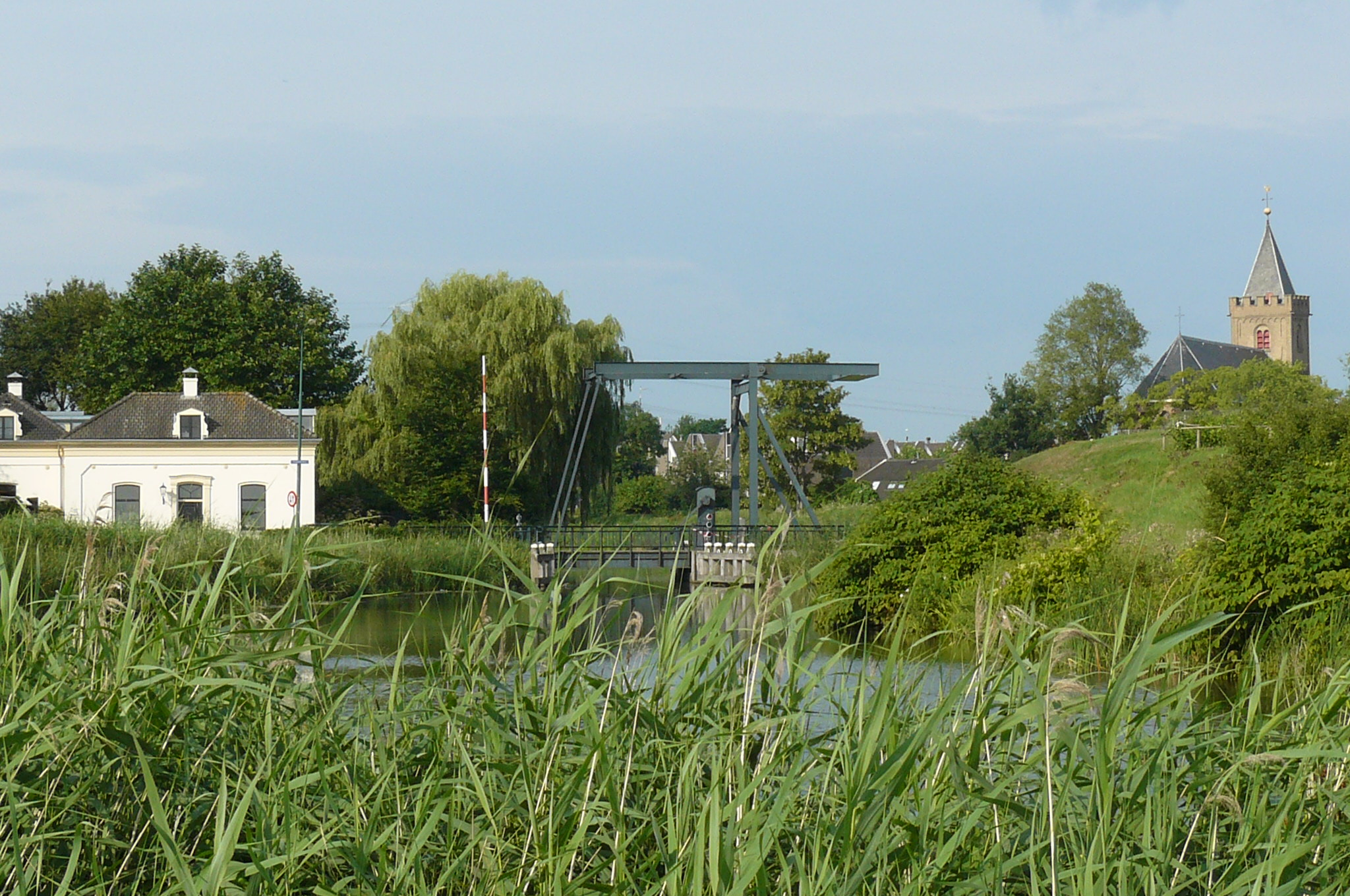
De Naarderpoortbrug geeft toegang tot Muiden vanaf Naarden

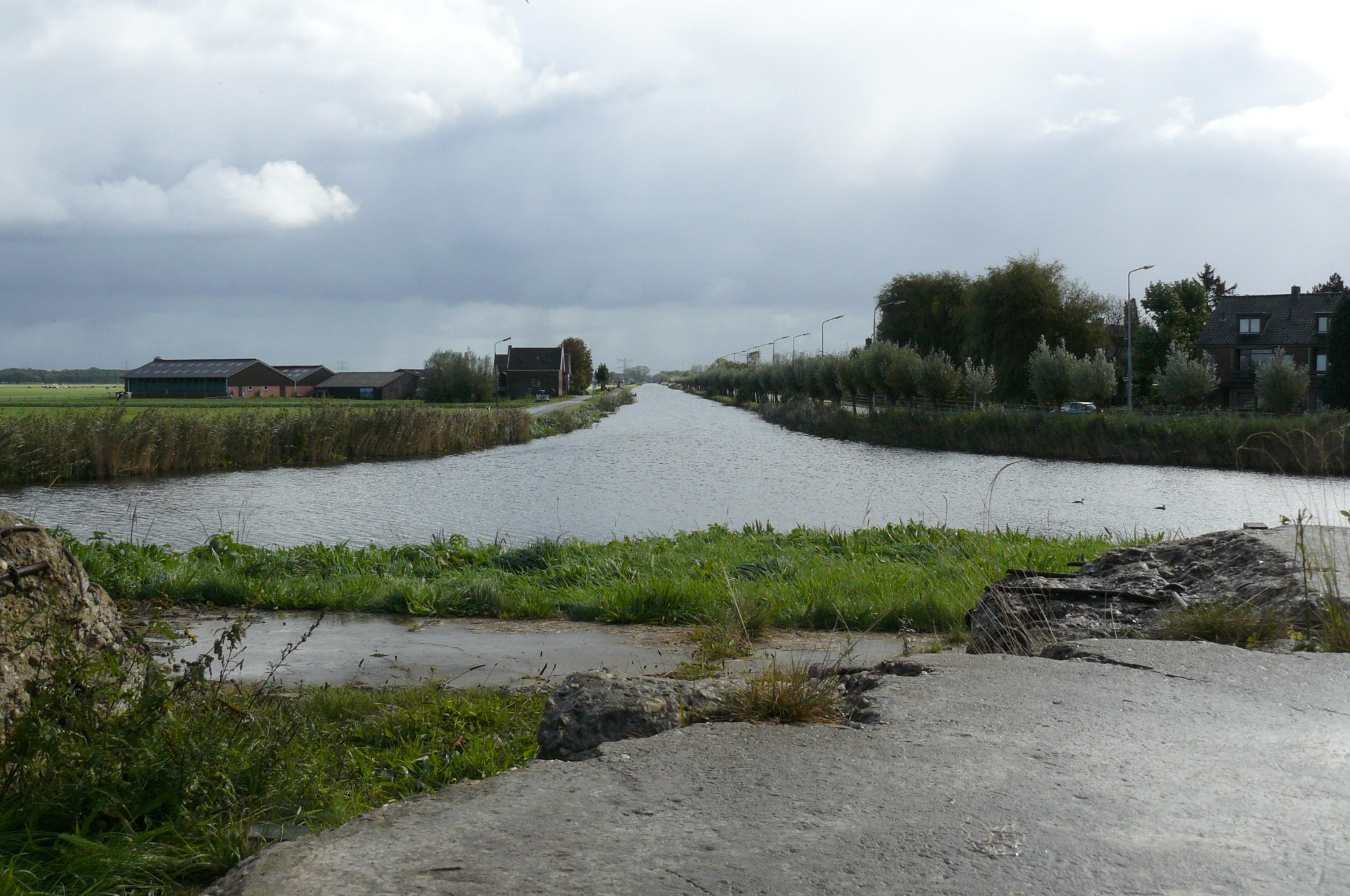
Zicht op de Naardertrekvaart vanuit het Muizenfort te Muiden in de richting van Naarden

De Naardertrekvaart is gelegen tussen Muiden en Naarden. De trekvaart werd in 1641 in zes weken gegraven en kostte circa 240.000 gulden. De kosten werden door Muiden, Naarden en Amsterdam gedragen. Op de trekvaart werd gedurende twee eeuwen een geregelde trekschuitdienst onderhouden. Door de komst van de spoorbaan en een trambaan aan het eind van de 19e eeuw verloor de trekvaart zijn status als transportroute.

## Plannen en aanleg
In 1411 kreeg de stad Naarden een zeehaven aan de Zuiderzee, maar door verzanding was deze niet altijd goed bereikbaar. Over land was de stad alleen te bereiken via de Zeedijk tot Muiderberg en vandaar verder door de Noordpolder naar Muiden. De aanleg van een trekvaart zou de bereikbaarheid van de stad sterk verbeteren. De trekschuiten voeren binnendijks en waren ook niet afhankelijk van de wind.
Na enige jaren van overleg namen de raden en vroedschappen van Naarden en Muiden op 10 maart 1640 het besluit om een trekvaart tussen beide steden te graven. Naast de trekvaart werd een jaagpad voorzien. Amsterdam was bereid mee te werken en ook een deel van de kosten te betalen. De drie steden deelden gelijk in de kosten die in totaal werden geraamd op 240.000 gulden.
Bij een octrooi van 30 april 1641 van het Ridderschap en Edelen, vertegenwoordigende de Staten van Holland en West-Friesland, kregen de steden toestemming tot de aankoop van de benodigde gronden en het graven van de trekvaart. De aanleg van de vaart duurde slechts zes weken.

## Gebruik
Het verkeer werd door trekschuiten onderhouden. Het transport van het Gooise zand naar het snelgroeiende Amsterdam was een belangrijke activiteit. Na het rampjaar 1672 werd de vesting Naarden ingrijpend gemoderniseerd. Naast de aanleg van wallen en fortificaties werd rondom de vesting het zand afgegraven voor een vrij schootsveld. Het zandtransport ging twee eeuwen door, in 1858 waren er nog 2500 tol betalende zandschepen op de Naardertrekvaart. Het jaagpad werd ook gebruikt door postkoetsen naar Amersfoort en verder naar het oosten. Het beheer van de vaart was opgedragen aan het "College van commissarissen van het landpad".
Een bijkomend voordeel van de trekvaart was de mogelijkheid om mensen buiten de stad te begraven. In 1642 werd bij Muiderberg een nieuwe Joodse begraafplaats aangelegd. Met de trekschuit kwamen de mensen vanuit Amsterdam naar de Hakkelaarsbrug, halverwege Muiden en Naarden; hier stapte de rouwstoet over om via de Goog naar de begraafplaats te varen. In de volksmond kreeg de Goog ook de naam Jodenvaart.
In 1859 was er een geregelde dienst tussen Naarden en Amsterdam; per dag voeren vier schepen heen en weer. In het midden van de 19e eeuw was er zelfs een stoombootdienst. Door de aanleg van een spoorlijn in 1874 en een trambaan in 1881 verloor de trekschuit klandizie en werden de diensten opgeheven. In 1873 droeg Amsterdam haar aandeel in de trekvaart over aan Muiden en Bussum.

## Huidige situatie
De trekvaart begint bij de Keetpoortsluis te Muiden, maakt bij het Muizenfort een scherpe bocht en gaat vandaar in een bijna rechte lijn naar het oosten om in de slotgracht van Naarden te eindigen. De lengte van de vaart is net iets meer dan zeven kilometer. De Naardertrekvaart wordt alleen nog gebruikt voor de pleziervaart en een roeivereniging; schepen met een maximale afmeting van 12 meter lang, 4 meter breed en een diepgang van 1,1 meter kunnen ervan gebruikmaken. De maximale vaarsnelheid is vastgesteld op 6 km/u. Op het traject zijn vijf beweegbare en vier vaste bruggen. De vaste bruggen liggen vijf meter boven het kanaalpeil en vormen geen belemmering voor de scheepvaart. De beweegbare bruggen zijn achtereenvolgens:

- Keetpoortsluis/-brug in Muiden op 0,0 kilometer
- Naarderpoortbrug na 0,6 km
- Hakkelaarsbrug na 2,9 km
- de Kwakel na 6,5 km
- Prinses Irenebrug in Naarden na 7,2 km.